# Hesperiden (mythologischer Ort)
Die Gärten der Hesperiden waren im Altertum ein mythischer Ort oder eine mythische Insel oder eine Inselgruppe im äußersten Westen der bekannten Welt, gedacht als Wohnsitz der Hesperiden.
Lokalisiert wurde diese Gegend „jenseits des berühmten Okeanos“, „beim Atlasgebirge“, „in Libyen“, in der Großen Syrte oder im Atlantik   Versuche, die Insel der Hesperiden mit heute bekannten Inseln zu identifizieren, werden häufig angestellt.